# Tonutí

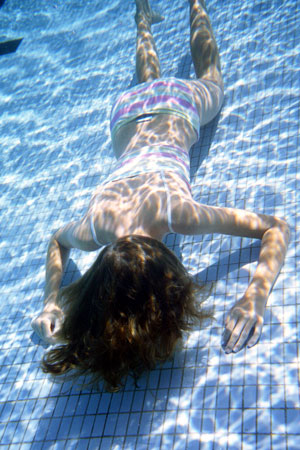
Ilustrativní fotografie ukazuje typickou polohu utonutého člověka

Tonutí neboli laicky topení se je situace, při níž dochází ke vdechnutí vody, zřídka jiné kapaliny. Hlavním poškozením je život ohrožující nedostatek kyslíku – hypoxie mozku. Smrt způsobená tonutím se nazývá utonutí nebo utopení se.
Může postihnout plavce i neplavce, mimo vodu například horolezce při prudkých lijácích v lezeckých komínech. Způsobí je vdechování roztříštěného aerosolu tvořícího se těsně nad hladinou při plavání nebo ležení na vodní matraci za prudkého deště a větru.
Problematiku tonutí a výcvik plavčíků a záchranářů řeší v ČR Vodní záchranná služba ČČK.

## Známky, vývoj a příznaky tonutí

### Boj o život

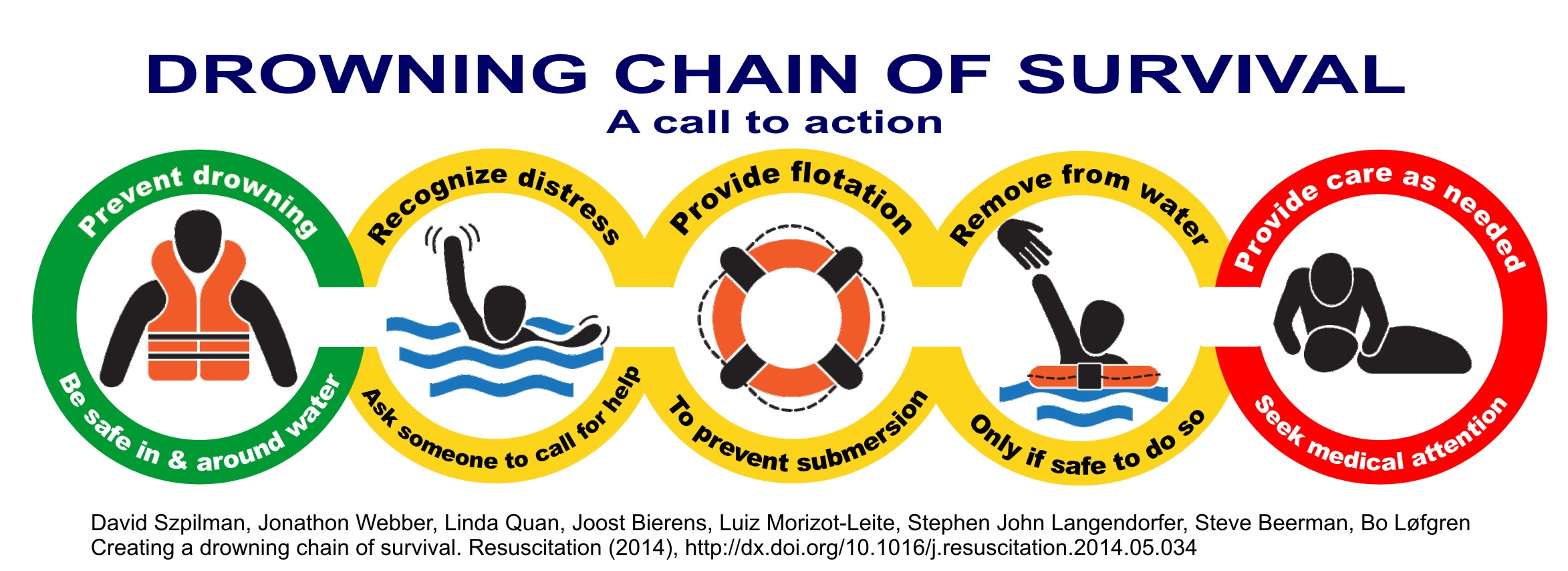
Řetězec přežití rovněž ukazuje mylnou, leč obecně vžitou představu tonoucího

Tonutí je často rychlé a nenápadné, křik a držení rukou nad hlavou je spíše výjimkou. Tonoucí není schopen se nadechnout, proto nekřičí, zdvižené ruce jej zatlačují pod hladinu, takže se spíše zaklání a pohybuje rukama těsně pod vodou.
- Hlava ponořená, ústa na vodní hladině
- Hlava zvrácená dozadu s otevřenými ústy
- Oči skelné a prázdné, výrazy strachu na obličeji
- Zrychlené dýchání nebo lapání po dechu
- Snaha plavat určitým směrem, ale bez efektu
- Snaží převrátit na záda, aby splýval
- Chaotické pohyby končetin pod hladinou

### Ponoření, polykání
Tonutí ve vlastním slova smyslu začíná, když člověk není schopen udržet ústa nad vodou. Ke vdechnutí vody dochází v pozdější fázi..
Při záchranných opatřeních může křísený vodu masivně zvracet. Při podstatně těžším stavu voda pasivně vytéká jícnem a může zatéct při umělém dýchání do plic.

### Vdechnutí vody, případný laryngospasmus
Tonutí vzniká v 85 % vdechnutím vody poté, kdy postižený vodu polykal. Z plic nelze vodu vylít žádnými manévry, velmi rychle se vstřebá.
V 15 % laryngospasmus – podvědomé (reflexní) uzavření hlasivek, např. po skoku do studené vody zabrání vdechnutí vody do plic, ale vede rovněž k život ohrožujícímu nedostatku kyslíku. Dříve bylo označováno jako suché tonutí. Stah hlasivek se někdy uvolní sám, někdy je nutné krátkodobé prodechování v rámci kardiopulmonární resuscitace
Po proběhlém dušení (při zavřených i otevřených hlasivkách) dochází k úplnému ochrnutí svalstva a někdy je voda opět vdechnuta. Voda v plicích se vstřebává do krve (rozdíl mezi sladkou a slanou vodou není pozorován). Dochází k poškození plicního surfaktantu.
- Bezvědomí
- Bledá a studená kůže
- Cyanóza rtů

### Utonutí
Během dušení dochází k zpomalení srdeční činnosti až k srdeční zástavě
- Slabý nebo chybějící puls

## Okolnosti tonutí
- 44 % souvisí s plaváním
- 17 % souvisí s použitím lodě
- 14 % nejasné okolnosti
- 10 % souvisí s potápěním
- 7 % souvisí s dopravními nehodami

(statistika USA)

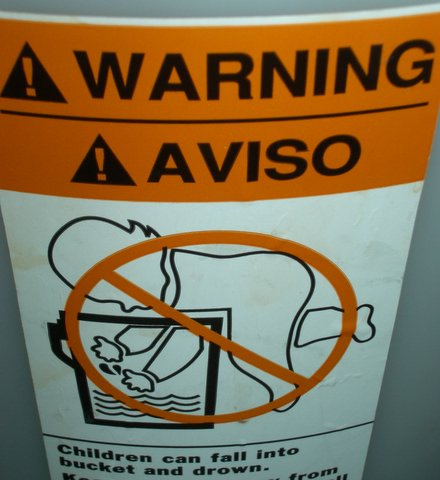
Dítě může kvůli špatné koordinaci utonout v kbelíku či brouzdališti

Utopení je druhou nejčastější příčinou úmrtí dětí v průmyslových zemích. Více než 50 % utonutí se stane v blízkosti břehu.
V ČR se utopí přibližně 200 lidí za rok.

## První pomoc
- Neriskovat vlastní život při zachraňování cizího
- Zavolat záchrannou službu
- V případě potřeby zkontrolovat ústní dutinu, vytřít viditelné cizí tělesa (řasy, bahno)
- Dle stavu vědomí a dýchání začít resuscitovat
- Nejprve provést 5× umělé vdechy z úst do úst, pokračovat srdeční masáží v poměru 30 stlačení a 2 vdechy
- Při zvracení neprodleně otočit na bok
- Při tonutí dětí v zimě je úspěšná záchrana možná i po více než 50 minutách po události .
- Zřetelně dýchající  uložit do zotavovací polohy
- Léčba podchlazení (hypotermie)
- Sledování, případná hospitalizace u lidí, kteří pod vodou ztratili vědomí (možný vznik otoku plic)

## Opuštěné pojmy
Původně bylo rozlišováno tzv. primární tonutí u zdravého člověka a sekundární tonutí například při epileptickém záchvatu, při poranění míchy po skoku do mělké vody, při infarktu nebo cévní mozkové příhodě, při zpomalení činnosti srdce ve studené vodě atd.
Sekundárním tonutím však byl označován i následný otok plic (plicní edém), který se může po tonutí rozvinout i po několika hodinách.
Pojmy primární, sekundární, suché, tiché a odložené tonutí nejsou odborně používány. Neovlivňují ani postup ani prognózu pacienta a jsou hodnoceny jako matoucí.
Přestalo být rozlišováno utonutí v sladké a slané vodě – mimo laboratoř není pozorován rozdíl
Pojem suché tonutí je nadále používán v médiích u naprosto odlišných příčin smrti, víceméně souvisejících s koupáním. Zprávy jsou bez uvedení lékařského nálezu, často z sekundárních zdrojů:
- dušení ihned po ponoření může vzniknout stažením hlasivek.[6]
- smrt nastává delší dobu po koupání, lze uvažovat o pneumotoraxu, zánětu plic bakteriálním či chemickém[7]
- některé popisy jsou velmi znejisťující pro rodiče[8]. 1Medicínsky však není popsán případ úmrtí po hodinách či dnech, kdy by nedošlo k postupnému rozvoji příznaků[4]. Pacienti po resuscitaci musí být vždy medicínsky sledováni.

## Utopení jako způsob popravy
Ve starověku a středověku se utopení používalo jako způsob popravy, např. ve starověké Mezopotámii jím bylo trestáno pančování piva a vína, používalo se také ve starověkém Egyptě nebo Indii. Staří Římané trestali otcovraždu utopením viníka v koženém pytli, do něhož byl zašit společně se zmijí, psem a kohoutem, tzv. poena culei). Keltové a Germáni často trestali provinilce topením v bažinách, přičemž nelze vždy odlišit, kdy se jednalo o popravu a kdy o lidskou oběť. Přirozeně mumifikovaná těla některých z těchto obětí byla ve 20. století objevena archeology zejména v oblasti Dánska a Britských ostrovů, patří k nim např. Lindowský muž, Tollundský muž či Grauballský muž.
Obětování lidí utopením bylo známo i v některých indiánských kulturách předkolumbovské Ameriky, zvláště u Mayů, kde se k tomuto účelu používala Cenote, posvátná studně ve městě Chichén Itzá. V asijských zemích, jako byla Korea, a především Barma, nesměla být prolita krev lidí urozeného původu, šlechtici, a někdy i příslušníci královského rodu, se zde proto popravovali utopením v pytli.
Ve středověké a raně novověké Evropě se utopením trestaly především ženy odsouzené za cizoložství, vraždu novorozence nebo čarodějnictví, jako byla např. Anežka Bernauerová (1435) nebo chorvatská hraběnka Veronika z Dešenic (1425). Utopením byli zabiti i někteří křesťanští mučedníci, jako byl svatý Klement, svatý Florián a svatý Jan Nepomucký. V pozdější době byli topením zajatců proslulí zejména piráti. Hromadné popravy utopením měly nejednou i charakter válečných zločinů, ať již se jednalo o masakr obyvatel Novgorodu nařízený carem Ivanem IV. Hrozným roku 1570 nebo masové popravy roajalistů v Nantes na rozkaz revolucionáře Jeana-Baptisty Carriera od listopadu 1793 do února 1794, jimž padly za oběť až 4.000 lidí. Také nacisté příležitostně využívali topení jako způsob hromadných poprav Poláků a Židů. Jedním z posledních případů byl pařížský masakr roku 1961, kdy francouzští policisté během potlačování nepokojů naházeli do Sieny desítky Alžířanů, jimž bitím bránili vyšplhat na břeh. Nejméně 40 z nich tehdy v řece utonulo. Simulované topení (waterboarding) se dodnes ilegálně užívá jako způsob mučení.
Ve venkovském prostředí bylo donedávna běžné topit nechtěná štěňata či koťata. Jedná se však o velmi surový způsob usmrcení, který je nejen eticky nepřípustný, ale také výslovně zakázán zákonem na ochranu zvířat proti týrání ze dne 15. dubna 1992, č. 246/1992 Sb.